# Bá tước xứ Derby
Bá tước xứ Derby (tiếng Anh: Earl of Derby) là một tước hiệu thuộc Đẳng cấp quý tộc Anh, lần đầu tiên được lập ra để trao cho Robert de Ferrers vào năm 1139. Gia tộc Ferrers tiếp tục giữ tước vị này cho đến đời Bá tước thứ 6, mất tài sản của mình vào cuối triều đại của Vua Henry III của Anh, và qua đời vào năm 1279. Hầu hết tài sản gia tộc Ferrers và tước hiệu Bá tước xứ Derby sau đó được nắm giữ bởi gia đình của Vua Henry III. Tước hiệu được hợp nhất vào Vương miện sau khi Vua Henry IV lên ngôi vào năm 1399.
Tước hiệu lần thứ 2 được tạo ra cho gia tộc Stanley, vào năm 1485. Tước hiệu con của Lãnh chúa xứ Derby là Nam tước Stanley xứ Bickerstaffe ở Hạt Palatine của Lancaster (tạo ra năm 1832), và Nam tước Stanley xứ Preston  ở Hạt Palatine của Lancaster (1886). Tước hiệu lịch sự của người thừa kế rõ ràng là Lãnh chúa Stanley . Bá tước thứ 1 đến thứ 5 cũng đã nhận tước hiệu Nam tước xứ Stanley, được tạo ra cho cha của Bá tước thứ nhất vào năm 1456 và hiện đang giữ chức vụ; Bá tước thứ 2 đến thứ 5 nắm giữ Nam tước xứ Strange được tạo ra vào năm 1299, hiện đang được nắm giữ bởi Tử tước xứ St Davids; và Bá tước thứ 7 đến thứ 9 nắm giữ một danh hiệu Nam tước khác, được tạo ra do nhầm lẫn vào năm 1628 và hiện đang nắm giữ độc lập với các đẳng cấp quý tộc khác.
Một số thế hệ kế tiếp của Bá tước xứ Stanley, cùng với các thành viên khác của gia đình, là những thành viên nổi bật của Đảng Bảo thủ, và ít nhất một nhà sử học đã nhận định rằng gia tộc này là đối thủ của Cecils (Hầu tước của Salisbury) là gia tộc quan trọng nhất trong lịch sử đảng phái này. Họ đã có lúc là một trong những gia đình địa chủ giàu có nhất ở Anh.
Stanley Cup, chiếc cúp vô địch của National Hockey League, được Frederick Stanley, Bá tước thứ 16 của Derby trao tặng cho Lãnh thổ tự trị Canada vào năm 1892, trong nhiệm kỳ của ông với tư cách là Toàn quyền Canada.
Chỗ ở của gia đình bá tước là Knowsley Hall, gần Liverpool, Merseyside.